# Girl's Day
Girl's Day (tiếng Hàn: 걸스데이) là một nhóm nhạc nữ Hàn Quốc được thành lập bởi Dream T Entertainment vào năm 2010. Nhóm bao gồm 4 thành viên: Sojin, Minah, Yura và Hyeri. Cựu thành viên Jisun và Jiin chính thức rời nhóm vào năm 2010, trong khi Jihae rời nhóm vào cuối năm 2012.
Sau sự ra đi của các thành viên, bộ tứ tiếp tục trở thành một trong những nhóm nhạc nổi tiếng và thành công nhất về mặt thương mại trong thời đại của họ. Theo thứ tự phát hành, các bản hit của nhóm bao gồm "Twinkle Twinkle", "Hug Me Once", "Expect", "Something", "Darling" và "Ring My Bell", tất cả đều đã bán được hơn 1 triệu bản kỹ thuật số mỗi bản.
Trong suốt sự nghiệp của mình, Girl's Day đã quảng cáo cho hơn 20 thương hiệu, bao gồm LG Electronics, Pocky của Ezaki Glico, Lotte World, Nexon và Bullsone. Girl's Day đã được xếp ở vị trí số 13 trong danh sách người nổi tiếng quyền lực nhất Hàn Quốc năm 2015, một danh sách xếp hạng những người nổi tiếng quyền lực và có ảnh hưởng nhất Hàn Quốc. Vào năm 2016, nhóm được xếp ở vị trí số 26, trong khi thành viên Hyeri được xếp ở vị trí số 3.
Vào năm 2019, bốn thành viên quyết định không gia hạn hợp đồng với Dream T Entertainment, nhưng tuyên bố rằng họ vẫn chưa tan rã. Bản phát hành cuối cùng của họ là mini album Everyday #5 vào năm 2017.

## Sự nghiệp

### Trước khi ra mắt
Dream Tea bắt đầu quảng bá cho Girl's Day trước khi nhóm ra mắt bằng việc thành lập trang blog, kênh YouTube và tài khoản Twitter chính thức cho cả nhóm lẫn từng thành viên. Một diễn đàn cho người hâm mộ thành lập cũng đã được công ty công nhận là diễn đàn quốc tế chính thức của nhóm.

### 2010: Ra mắt, thay đổi thành viên, "Nothing Lasts Forever"

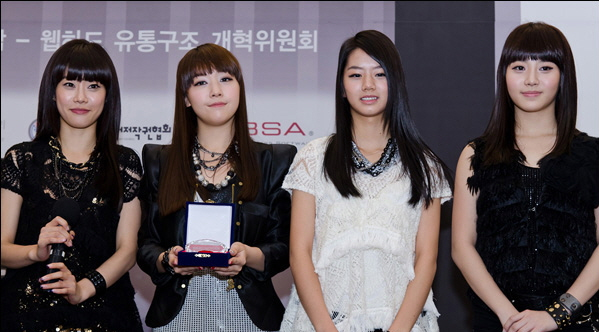
Girl's Day vào tháng 11 năm 2010

Ngày 7 tháng 7, Girl's Day cho ra mắt video âm nhạc đầu tiên của mình cho bài hát "Tilt My Head". Hai ngày sau, Girl's Day Party 1, mini-album đầu tay của nhóm được phát hành. Ngày 12 tháng 9, chỉ sau 2 tháng từ khi bắt đầu hoạt động, hai thành viên Ji Sun và Ji In được thông báo là đã rời nhóm vì những lý do cá nhân, đồng thời Yura và Hyeri sẽ trở thành các thành viên mới. Ngày 29 tháng 10, Girl's Day phát hành đĩa đơn nhạc số đầu tiên của nhóm, Girl's Day Party 2, với bài hát chủ đạo "Nothing Lasts Forever".
Tháng 12 năm 2010, Girl's Day thực hiện chương trình truyền hình đầu tiên của mình, We Are Dating, cùng với nhóm nhạc nam U-KISS.

### 2011: "Twinkle Twinkle",Everyday, "Don't Flirt"
Đĩa đơn "Twinkle Twinkle" được phát hành vào ngày 16 tháng 3 năm 2011 và đạt vị trí đầu bảng trên một số bảng xếp hạng âm nhạc trực tuyến. Ngày 17 tháng 5, Girl's Day tổ biểu diễn lần đầu tiên ở nước ngoài tại Đài Loan cùng với U-KISS và Super Junior M trong một concert do tổng cục Du lịch Hàn Quốc tổ chức.
Mini-album thứ hai của Girl's Day, Everyday, được phát hành vào ngày 7 tháng 7. Bên cạnh bài hát chủ đạo, "Hug Me Once", album còn bao gồm "Young Love", hai đĩa đơn nhạc số trước đó của nhóm, "Nothing Lasts Forever" và "Twinkle Twinkle", cũng như phiên bản không lời của "Hug Me Once". Tháng 9, nhóm phát hành album đĩa đơn Girls' Day Party #4 với bài hát chủ đạo "Don't Flirt".

### 2012:Everyday 2, Jihae rời nhóm, "Don't Forget Me"

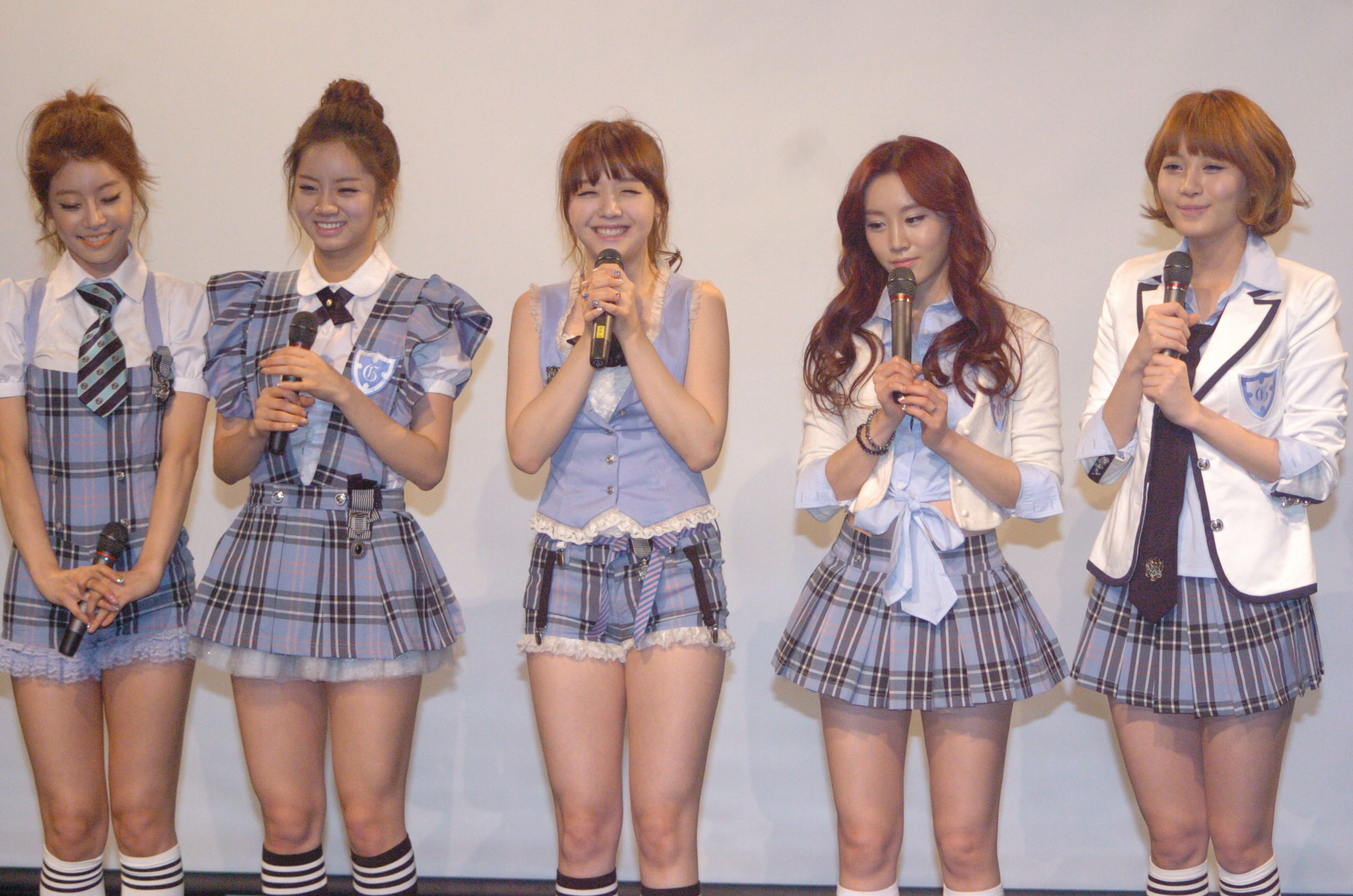
Girl's Day vào năm 2012

Girl's Day phát hành mini-album thứ ba của mình, Everyday 2, vào ngày 17 tháng 4 năm 2012 với bài hát chủ đạo "Oh! My God" cũng như "Don't Flirt" và 3 bài hát mới.

Ngày 17 tháng 10, Dream Tea thông báo rằng Jihae đã rời nhóm vì lý do cá nhân. Bốn thành viên còn lại quay trở lại vào ngày 26 tháng 10 với bài hát "Don't Forget Me" nằm trong đĩa đơn nhạc số thứ năm Girl's Day Party #5.

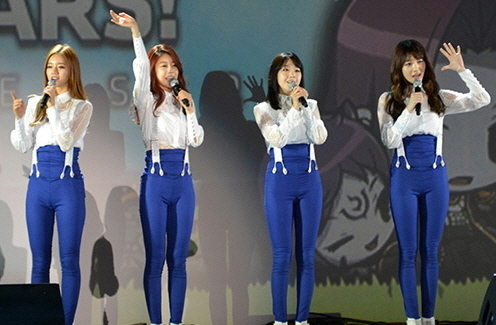
Girl's Day tại một sự kiện vào đầu năm 2013

### 2013:Expectation,Female President
Girl's Day phát hành đĩa đơn "White Day" vào ngày 20 tháng 2. Ngày 14 tháng 3, album Expectation được phát hành. Sau đó, nhóm phát hành lại album này với bài hát chủ đạo Female President" vào ngày 24 tháng 6. Ngày 7 tháng 7, Girl's Day giành được chiến thắng đầu tiên trên một chương trình âm nhạc kể từ khi ra mắt, mặc dù chương trình bị hủy phát sóng do vụ tai nạn của chuyến bay 214 của Asiana Airlines. "Female President" cũng đã lọt vào top 20 bài hát K-pop của năm 2013 do Billboard Korea lựa chọn.
Ngày 10 tháng 10, Girl's Day phát hành bài hát "Let's Go" do thành viên Sojin sáng tác để cổ vũ các học sinh trong kì thi sắp tới.

### 2014:Everyday 3,Everyday 4,I Miss You,Best Album

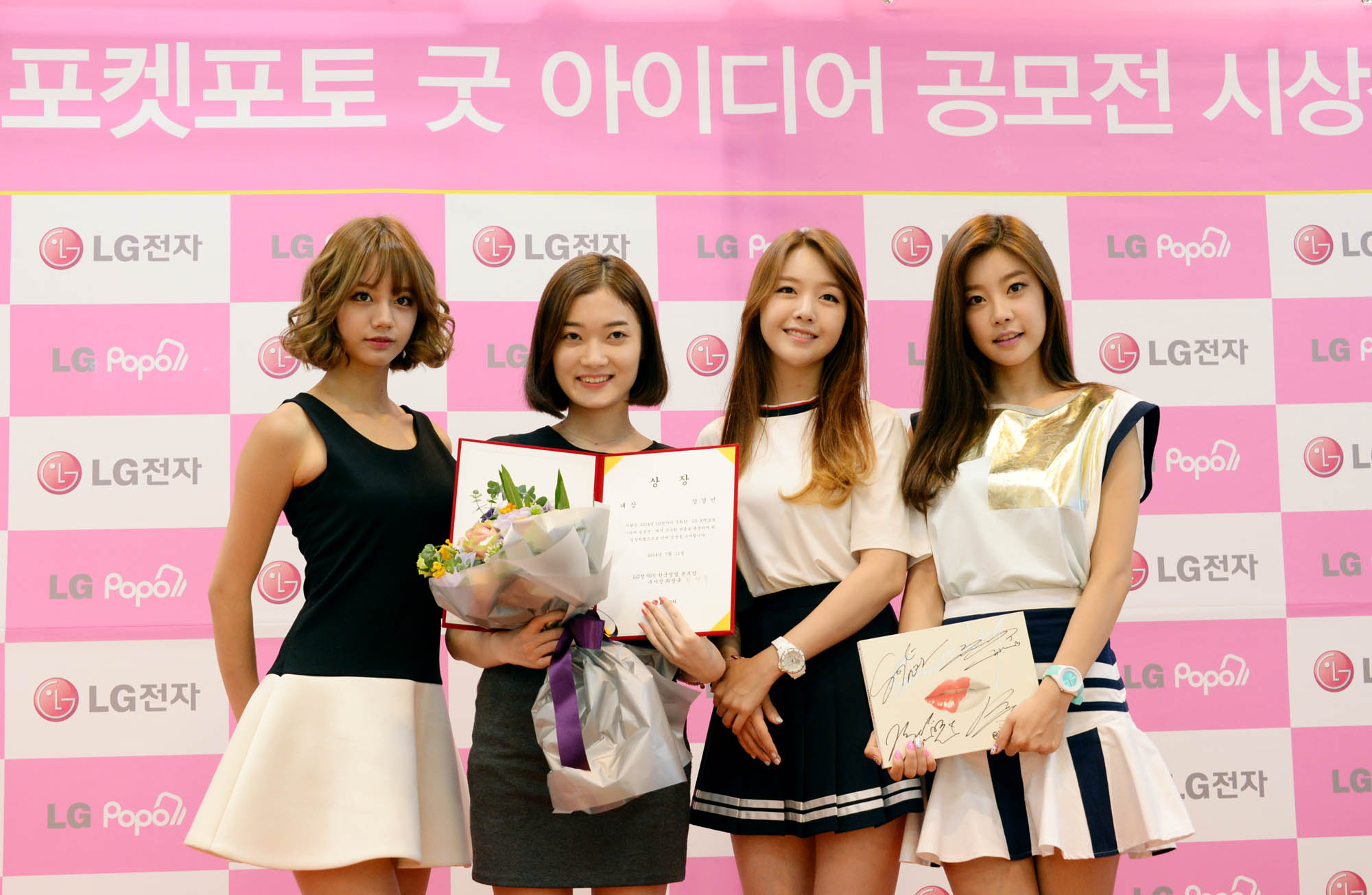
Girl's Day tại LG BestShop, Gangnam, Seoul vào ngày 11 tháng 7 năm 2014

Ngày 3 tháng 1 năm 2014, mini-album thứ ba của Girl's Day, Everyday 3, được phát hành cùng với đĩa đơn "Something". Video âm nhạc của bài hát đạt 1 triệu lượt xem trong vòng một ngày. "Something" trở thành đĩa đơn đạt thứ hạng cao nhất của nhóm, ở vị trí thứ 2 trên bảng xếp hạng Korea K-Pop Hot 100 của Billboard và bảng xếp hạng nhạc số của Gaon, cũng như vị trí thứ nhất trên các bảng xếp hạng âm nhạc trực tuyến.
Tháng 7, đĩa đơn "Darling" được phát hành cùng với album Everyday 4 và đứng đầu nhiều bảng xếp hạng âm nhạc trực tuyến như Melon, Mnet, Olleh Music và Naver Music. Ngày 15 tháng 10, Girl's Day phát hành bài hát "I Miss You".
Ngày 26 tháng 11, nhóm phát hành album tuyển tập Best Album tại Nhật Bản.

### 2015-2016:LOVEvà Nhật tiến
Đồng thời trong năm 2015, nhóm đã phát hành ca khúc "Ring My Bell" trong album thứ hai của nhóm là LOVE trên trang YouTube vào ngày 6-7 gây sốt với gần 11 triệu lượt xem.
Vào ngày 30 tháng 9, nhóm ra mắt tại Nhật Bản với album phòng thu tiếng Nhật đầu tiên mang tên Girl's Day 2015 Autumn Party với các đĩa đơn "Darling", "Twinkle Twinkle" và "Ring My Bell" làm phiên bản tiếng Nhật.
Nhóm cũng ghóp mặt trong một showcase ở Đài Bắc và trình diễn 12 bài hát thu hút cho Girl's Day khoảng 2000 fan hâm mộ.

### 2017-2019:Everyday #5and departure from Dream T
Vào ngày 27 tháng 3 năm 2017, Girl's Day chính thức trở lại với “I’ll be yours” cùng với mini-album Everyday #5. Album gồm sáu ca khúc: “I’ll be yours”, “Thirsty”, “Love Again”, “Kumbaya”, “Truth”, “Don’t be shy” và “I’ll be yours” phiên bản nhạc nền. Trong số này, ca khúc “Kumbaya” và “Truth” được Sojin và Minah thể hiện solo. Đặc biệt hơn, trong album lần này, Girl’s Day lại một lần nữa kết hợp sản xuất với Ryan Jhun – người đã cùng 4 cô gái tạo ra bản hit “Nothing Lasts Forever” vào năm 2010. 

## Thành viên

### Hiện tại
- Chú thích: In đậm là trưởng nhóm

| Nghệ danh | Nghệ danh | Tên khai sinh | Tên khai sinh | Tên khai sinh | Tên khai sinh  | Ngày sinh        | Nơi sinh                    | Quốc tịch |
| Latinh    | Hangul    | Latinh        | Hangul        | Hanja         | Hán-Việt       | Ngày sinh        | Nơi sinh                    | Quốc tịch |
| --------- | --------- | ------------- | ------------- | ------------- | -------------- | ---------------- | --------------------------- | --------- |
| Sojin     | 소진      | Park Sojin    | 박소진        | 朴素珍        | Phác Tố Trân   | 21 tháng 5, 1986 | Daegu, Hàn Quốc             | Hàn Quốc  |
| Yura      | 유라      | Kim Ahyoung   | 김아영        | 金亞瑩        | Kim A Oánh     | 6 tháng 11, 1992 | Ulsan, Hàn Quốc             | Hàn Quốc  |
| Minah     | 민아      | Bang Minah    | 방민아        | 方珉雅        | Phương Mân Nhã | 13 tháng 5, 1993 | Incheon, Hàn Quốc           | Hàn Quốc  |
| Hyeri     | 혜리      | Lee Hyeri     | 이혜리        | 李惠利        | Lý Huệ Lợi     | 9 tháng 6, 1994  | Gwangju, Gyeonggi, Hàn Quốc | Hàn Quốc  |

### Thành viên cũ
| Nghệ danh | Nghệ danh | Tên khai sinh | Tên khai sinh | Tên khai sinh | Tên khai sinh   | Ngày sinh         | Nơi sinh                     | Quốc tịch |
| Latinh    | Hangul    | Latinh        | Hangul        | Hanja         | Hán-Việt        | Ngày sinh         | Nơi sinh                     | Quốc tịch |
| --------- | --------- | ------------- | ------------- | ------------- | --------------- | ----------------- | ---------------------------- | --------- |
| Jihae     | 지해      | Woo Jihae     | 우지해        | 禹智海        | Vũ Trí Hải      | 14 tháng 5, 1989  | Gangnam-gu, Seoul, Hàn Quốc  | Hàn Quốc  |
| Jisun     | 지선      | Hwang Jisun   | 황지선        | 黄智善        | Hoàng Trí Thiến | 17 tháng 10, 1989 | Hàn Quốc                     | Hàn Quốc  |
| Jiin      | 지인      | Lee Jiin      | 이지인        | 李智仁        | Lý Trí Nhân     | 13 tháng 3, 1992  | Chuncheon, Gangwon, Hàn Quốc | Hàn Quốc  |

- Jiin rời nhóm vào tháng 9 năm 2010 để theo đuổi sự nghiệp diễn xuất.[21] Năm 2014, cô gia nhập nhóm nhạc nữ mới Bebop.[22]
- Jisun rời nhóm vào tháng 9 năm 2010 để theo học ngành âm nhạc.[23] Năm 2011, cô đổi nghệ danh thành JN và gia nhập nhóm nhạc nữ New.F.O.[24]
- Jihae rời nhóm vào tháng 10 năm 2012 để tập trung cho học tập và vì một số lý do cá nhân khác.[9]

## Danh sách đĩa nhạc

### Album phòng thu
- Expectation (2013)

### Album phát hành lại
- Female President (2013)

### Mini-album
- Girl's Day Party #1 (2010)
- Everyday (2011)
- Everyday 2 (2012)
- Everyday 3 (2014)
- Everyday 4 (2014)
- I Miss You (2014)

### Album tuyển tập
- Best Album (2014)

### Đĩa đơn nhạc số
- How About Me (2010)
- Nothing Lasts Forever (2010)
- Twinkle Twinkle (2011)
- Don't Flirt (2011)
- Don't Forget Me (2012)
- White Day (2013)
- Please Tell Me (2013)
- Let's Go (2013)

## Chương trình truyền hình
- Girl's Day Kira Kira Slim (2011)
- Vampire Idol Minah (2011)
- We Are Dating (2011, cùng với U-KISS)
- Weekly Idol (tập 18, 2011)
- Weekly Idol (tập 74, 2012)
- The Beatles Code 2 (tập 58, 2013)
- Weekly Idol (tập 105, 2013)
- Immortal Songs 2 (tập 112, 2013)
- Infinity Challenge (MBC)
- Running Man (SBS) Yura & Minah
- Reckless Family 3 Yura (2013)
- KBS Emergency Escape Number One (KBS) (2014-1-27, 2014)
- Weekly Idol (tập 134, 2014)
- Yoo Hee Yeol's Sketchbook (2014-2-7, 2014)
- Hello Counselor (2014-2-4, 2014)
- We Got Married Yura (2014)
- After School Club  (22 tháng 7 năm 2014)
- Running Man (SBS) Sojin

## Concert

### Hàn Quốc
- 2014: Summer Party [25]

### Nhật Bản
- 2014: Winter Party

### Khác
- 2014: KStar FanFest Everyday Concert in Singapore [26]